# غراهام وير
غراهام وير (بالإنجليزية: Graham Weir)‏ (10 يوليو 1984 في المملكة المتحدة - ) هو لاعب كرة قدم بريطاني في مركز الهجوم. لعب مع ريث روفرز وكوين أوف ساوث ونادي بريتشين سيتي وهارت أوف ميدلوثيان ونادي ستيرلينغ ألبيون ولينليثغو روز ‏.

## وصلات خارجية
- غراهام وير على موقع قاعدة بيانات كرة القدم.إي يو (الإنجليزية)
- غراهام وير على موقع Soccerbase.com (لاعب) (الإنجليزية)